# Anette Skåhlberg
Anette Suzanne Skåhlberg, född 15 januari 1964 i Uppsala, är en svensk filmare, regissör, filmmanusförfattare, filmproducent, författare, förläggare, låtskrivare, dramatiker och syntolk.
Skålberg har arbetat som dramapedagog, teaterlärare och regissör. Hon utbildade sig vid Ordfronts kurser, DI:s manuskurser och hon har läst Barn och kultur vid Uppsala universitet. Hon arbetar även som filmpedagog, skrivpedagog, filmare och författare. Flera av Skåhlbergs verk är HBTQ-bejakande barnböcker såsom Jösta och Johan eller Kalle med klänning som på barnens nivå inspirerar homosexualitet och transsexualitet respektive.

## Yrkesverksamhet
Åren 1996–2001 skrev hon manus till kortfilmerna Främlingen, Betraktaren (Betraktaren blev 1998 Guldbaggenominerad) Skönheten och Befriaren, samt även långfilmsmanuset till filmen Mamy Blue som hon också producerade och filmade tillsammans med Martin Lima de Faria, med Viveka Seldahl och Göran Engman i huvudrollerna.
Hon arbetade tillsammans med Martin Lima de Faria åren 2002–2008. Filmer som kortfilmen och komedin I huvet på en mamma med Tova Magnusson-Norling och Rafael Edholm, kortfilmsmusikalen Hjärtslag med Alexander Skarsgård, Sven Wollter, Lotta Tejle och Sara Sommerfeldt med flera vann priset Kodak Award och visades i Kodak Showcase vid Filmfestivalen i Cannes 2005. De gjorde dramat Vakuum med Shanti Roney, Melinda Kinnaman med flera, och stumfilmen Pigan Brinner! med Maria Kulle, Leif Andrée och Bill Skarsgård. Därefter fick filmarduon göra novellfilm i en del av novellfilmssatsningen SFI/SVT. Denna gång bytte de roller och det var Andrée som skrev manus och Skåhlberg som regisserade. Resultatet blev Pappa, Picasso och jag en film med Anders Ekborg och Lia Boysen i huvudrollerna. År 2011 hade deras kortfilm En sån här dag, premiär på Göteborgs filmfestival. 
Anette Skåhlbergs manus färgas ofta av en aktuell politisk händelse, Hjärtslag skrevs i ilskan över Nadinafallet, eller starkt socialt patos, Pigan Brinner! blev ett inlägg i pigdebatten, och En sån här dag om medmänsklighet och tvångsavvisning.
Bredvid sitt filmskapande har Skåhlberg skrivit ett antal pjäser som musikalen Slow med kompositören Jonas Knutssons musik, Älskad av Mamma (Teater Olydig 2008), byggd på hennes roman med samma namn och handlar om en pojke som försöker överleva sin mammas kärlek eftersom hon utnyttjar honom sexuellt, samt Container om en grupp unga människor färdas i en container för att försöka finna en plats att överleva på. Hon har även skrivit och arbetat med  Gottsundateaterns ungdomsprojekt Blodssystrar samt musikpjäsen Dödskammaren som hade premiär i Karlstad våren 2010, om dödsstraff och om människovärde.
Hon har arbetat som textförfattare med låtar som Mitt Stockholm och till tre av kompositören Janne Krantz musikstycken. I Sveriges mylla, Tack och Dina andetag är så nära, samt till artisten och kompositören AnnaSara D Formgren, Northern Safari, In Time och Surface for you, You're my applepie, I'm your conscious, From the closet, I want to be, med flera.
Hon dubbeldebuterade som författare 2006 med romanen Lara Lind, ljusets härskarinna en psykologisk kriminalroman, och den ovan nämnda romanen Älskad av Mamma. Hon startade bokförlaget Sagolikt Bokförlag tillsammans med illustratören Katarina Dahlquist i september 2008 då sagoboken Prinsessan Kristalla gavs ut.

## Filmografi[1]

### Roller
- 1999 - Mamy Blue - Präst
- 2014 - Johanna i 6333 Johanna

### Medregissör med Martin Lima de Faria
- 1998 - Betraktaren
- 1998 - Främlingen
- 2000 - Skönheten
- 2002 - Befriaren
- 2003 - I huv'et på en mamma
- 2004 - Hjärtslag
- 2005 - Ett litet hjärta
- 2006 - Vakuum
- 2007 - Pigan brinner
- 2011 - "En sån här dag"

### Regissör
- 2009 - Pappa, Picasso och jag, novellfilm
- 2012 - Escape, novellfilm
- 2014 - 6333 Johanna, långfilm i en enda tagning

### Manus
- 1998 - Betraktaren
- 1998 - Främlingen
- 1999 - Mamy Blue
- 2000 - Skönheten
- 2002 - Befriaren
- 2003 - I huv'et på en mamma
- 2004 - Hjärtslag
- 2005 - Ett litet hjärta
- 2006 - Vakuum
- 2007 - Pigan brinner
- 2011 - En sån här dag
- 2014 - 6333 Johanna, långfilm i en enda tagning

### Producent
- 1998 - "Betraktaren"
- 1998 - "Främlingen"
- 1999 - "Mamy Blue"
- 2000 - Skönheten
- 2002 - Befriaren
- 2003 - I huv'et på en mamma
- 2004 - Hjärtslag
- 2005 - "Ett litet hjärta"
- 2006 - Vakuum
- 2007 - Pigan brinner
- 2011 - En sån här dag
- 2014 - Autografen
- 2014 - Krasch!
- 2017 - 6333 Johanna, långfilm i en enda tagning
- 2018 - Min namma